# Еммануель Любецкі
Еммануель Любецкі (англ. Emmanuel Lubezki; нар.1964) — мексиканський кінооператор. Співпрацював із багатьма визначними режисерами, серед яких Майк Ніколс, Терренс Малік, Тім Бертон, Майкл Манн, Мартін Скорсезе, брати Коен. Восьмикратний номінант на премію Оскар за найкращу операторську роботу і трикратний лауреат «Оскара» за роботу над фільмами «Гравітація» (2013), «Бердмен» (2014) і «Легенда Г'ю Гласса» (2015). Є першим кінооператором в історії, який три роки поспіль отримував премію «Оскар».

## Біографія
Любецкі народився в єврейській родині у Мехіко, столиці Мексики. Його батько, Муні Любецкі, є актором і продюсером. Еммануель вивчав кіно Centro Universitario de Estudios Cinematográficos, де і зустрів майбутніх колег Алехандро Іньярріту та Альфонсо Куарона.

### Кар'єра
Любецкі почав свою професійне зростання на мексиканському кіно та телебаченні у другій половині 80-х. Його першим міжнародним проектом став незалежний фільм «Двадцять доларів» (1993).
Любецкі часто співпрацює зі своїм співвітчизником, режисером Альфонсо Куароном. Обидва дружать ще з підліткового віку. Разом вони працювали над шістьма фільмами: «Лише з твоїм партнером», «Маленька принцеса», «Великі сподівання», «І твою маму теж», «Останній нащадок Землі» та «Гравітація».
Свою першу золоту статуетку Оскара він отримав за роботу над науково-фантастичним трилером «Гравітація». Вдруге ту ж премію Любецкі отримав уже наступного року за стрічку «Бердмен». При зйомці кінокартини використовувалась та сама техніка, що й у «Гравітації», незвична тим, що створює враження неперервного знімання одним дублем. Робота над «Легендою Г'ю Гласса» принесла йому третього Оскара, зробивши Любецкі першим оператором, який три роки поспіль забирав нагороду в цій номінації.

## Фільмографія
| Рік  | Фільм                             | Режисер                            | Примітка |
| ---- | --------------------------------- | ---------------------------------- | --- |
| 1991 | «Sólo Con Tu Pareja»              | Альфонсо Куарон                    | Міжнародна назва: «Love in the Time of Hysteria» |
| 1991 | «Бандити»                         | Луіс Естрада                       | |
| 1992 | «Como agua para chocolate»        | Альфонсо Арау                      | Премія Аріель за найкращу операторську роботу |
| 1993 | «Fallen Angels»                   | Альфонсо Куарон Стівен Содерберг   | Телесеріал: 2 епізоди |
| 1993 | «Двадцять доларів»                | Ківа Розенфельд                    | |
| 1993 | «Мирослава»                       | Алехандро Пелайо                   | |
| 1993 | «Урожай»                          | Девід Марконі                      | |
| 1994 | Ámbar                             | Луіс Естрада                       | |
| 1994 | «Реальність кусається»            | Бен Стіллер                        | |
| 1995 | «Прогулянка в хмарах»             | Альфонсо Арау                      | |
| 1995 | «Маленька принцеса»               | Альфонсо Куарон                    | Номінація — Премія «Оскар» за найкращу операторську роботу |
| 1996 | «Клітка для пташок»               | Майк Ніколс                        | |
| 1998 | «Знайомтеся — Джо Блек»           | Мартін Брест                       | |
| 1998 | «Великі сподівання»               | Альфонсо Куарон                    | |
| 1999 | «Сонна лощина»                    | Тім Бертон                         | Премії за найкращу операторську роботу: - Спілки кінокритиків Бостона - Спілки онлайн-кінокритиків - «Супутник» Номінації: - Премія «Оскар» за найкращу операторську роботу - Премія Американської спілки кінооператорів за видатні досягнення |
| 2000 | «Жіночі таємниці»                 | Родріго Гарсія                     | |
| 2001 | «Алі»                             | Майкл Манн                         | |
| 2001 | «І твою маму теж»                 | Альфонсо Куарон                    | |
| 2002 | De Mesmer, con amor o Te para dos | Сальвадор Агірре Алехандро Любецкі | Короткометражний фільм |
| 2003 | «Кіт у Капелюсі»                  | Бо Велч                            | |
| 2004 | «Замах на Річарда Ніксона»        | Ніл Мюллер                         | |
| 2004 | «Лемоні Снікет: 33 нещастя»       | Бред Сілберлінг                    | Номінація — Премія «Супутник» за найкращу операторську роботу |
| 2005 | «Новий Світ»                      | Терренс Малік                      | Номінація — Премія «Оскар» за найкращу операторську роботу Номінація — Премія Спілки онлайн-кінокритиків за найкращу операторську роботу |
| 2006 | «Останній нащадок Землі»          | Альфонсо Куарон                    | Премія Американської спілки кінооператорів за видатні досягнення Премії за найкращу операторську роботу: - Асоціації кінокритиків Остіна - Awards Circuit Community Award - БАФТА - Асоціації кінокритиків Лос-Анджелеса - Премія Спілки онлайн-кінокритиків Номінація — Премія «Оскар» за найкращу операторську роботу |
| 2007 | «У кожного своє кіно»             | Алехандро Гонсалес Іньярріту       | Частина: „Анна“ |
| 2008 | «Прочитати і спалити»             | Брати Коен                         | |
| 2011 | «Дерево життя»                    | Терренс Малік                      | Премія ASC за видатні досягнення Премії за найкращу операторську роботу: - Асоціації кінокритиків Остіна - Спілки кінокритиків Бостона - Премія «Вибір критиків» - Спілки кінокритиків Флориди - Спілки кінокритиків Х'юстона - Асоціації кінокритиків Лос-Анджелеса - Спілки кінокритиків Нью-Йорка - Онлайн-кінокритиків Нью-Йорка - Спілки онлайн-кінокритиків - Спілки кінокритиків Фенікса - Спілки кінокритиків Сан-Дієго - St. Louis Gateway Film Critics Association - Асоціації кінокритиків Вашингтона Номінація — Премія «Оскар» за найкращу операторську роботу Номінація — Премія «Супутник» за найкращу операторську роботу         |
| 2012 | «До дива»                         | Терренс Малік                      | Премія Спілки кінокритиків Сан-Дієго за найкращу операторську роботу |
| 2013 | «Гравітація»                      | Альфонсо куарон                    | Премія АСК за видатні досягнення Премії за найкращу операторську роботу: - «Оскар» - Альянсу кіно-журналісток за найкращу операторську роботу - Асоціації кінокритиків Остіна - БАФТА - Спілки кінокритиків Бостона - «Вибір критиків» - Асоціації кінокритиків Чикаго - Кола кінокритиків Флориди - Спілки кінокритиків Х'юстона - Міжнародного голосування онлайн-кінокритиків - Асоціації кінокритиків Лос-Анджелеса - Онлайн-кінокритиків Нью-Йорка - Спілки онлайн-кінокритиків - Кола кінокритиків Сан-Франциско - «Супутник» - St. Louis Gateway Film Critics Association - Асоціації кінокритиків Юти - Асоціації кінокритиків Вашингтона |
| 2014 | «Бердмен»                         | Алехандро Гонсалес Іньярріту       | Премія АСК за видатні досягнення Премії за найкращу операторську роботу: - «Оскар» - БАФТА - Спілки кінокритиків Бостона - «Вибір критиків» - Асоціації кінокритиків Чикаго - Hollywood Film Awards - Спілки кінокритиків Х'юстона - «Незалежний дух» - Асоціації кінокритиків Лос-Анджелеса - Онлайн-кінокритиків Нью-Йорка - St. Louis Gateway Film Critics Association - Асоціації кінокритиків Вашингтона Номінація — Премія «Супутник» за найкращу операторську роботу |
| 2015 | «Демон»                           | Родріго Гарсія                     | |
| 2015 | «Лицар кубків»                    | Терренс Малік                      | |
| 2015 | «Легенда Г'ю Гласса»              | Алехандро Гонсалес Іньярріту       | Нагороди за найкращу операторську роботу: - Премія «Оскар» - Премія Американської спілки кінооператорів - БАФТА - «Вибір критиків» - Film Arts Movie Award - Премія кінокритиків Даллас — Форт-Ворта - Премія Асоціації кінокритиків Північного Техасу - St. Louis Gateway Film Critics Association - Премія Асоціації кінокритиків Вашингтона Номінація — Премія Альянсу кіно-журналісток за найкращу операторську роботу Номінація — Премія кола кінокритиків Сан-Франциско за найкращу операторську роботу Номінація — Премія «Супутник» за найкращу операторську роботу                                                                       |
| 2016 | «Weightless»                      | Терренс Малік                      | |
| 2022 | «Амстердам»                       | Девід Рассел                       | |

## Нагороди
| Нагорода       | Перемог | Номінацій |
| -------------- | ------- | --------- |
| Оскар          | 3       | 8         |
| БАФТА          | 4       | 4         |
| Премія АСК     | 5       | 6         |
| Незалежний дух | 1       | 1         |